# Kita-Nagato-Kaigan-Quasi-Nationalpark
Der Kita-Nagato-Kaigan-Quasi-Nationalpark (japanisch 北長門海岸国定公園 Kita nagato kaigan kokutei kōen) ist einer von über 50 Quasi-Nationalparks in Japan. Die Präfektur Yamaguchi ist für die Verwaltung des am 1. November 1955 gegründeten Parks zuständig. Mit der IUCN-Kategorie V ist das Parkgebiet als Geschützte Landschaft/Geschütztes Marines Gebiet klassifiziert.